# سرتاپ (بخش تلنگ)
سرتاپ (چابهار)، روستایی از توابع بخش تلنگ شهرستان قصرقند در استان سیستان و بلوچستان ایران است.

## جمعیت
این روستا در دهستان تلنگ قرار دارد و براساس سرشماری مرکز آمار ایران در سال ۱۳۸۵، جمعیت آن زیر سه خانوار بوده‌است.